# Bröderna Sullivan

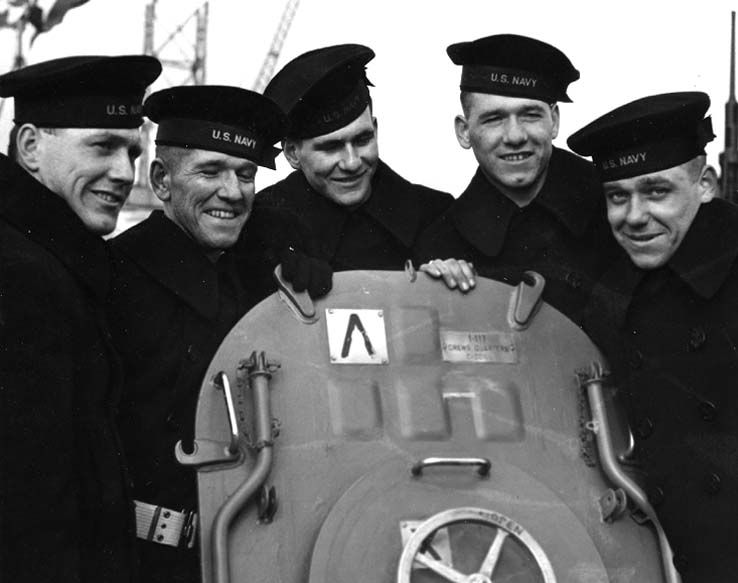
Bröderna ombord kryssaren USS Juneau; från vänster till höger: Joseph, Francis, Albert, Madison och George Sullivan

Bröderna Sullivan var fem bröder som alla avled 1942 i samma incident under andra världskriget då den lätta kryssaren USS Juneau (CL-52) som de tjänstgjorde på sänktes av en japansk ubåt.
Bröderna Sullivans kom från Waterloo, Iowa. De var:
- George Thomas Sullivan, 27 (född 14 december 1914), Gunner's Mate Second Class (George hade lämnat sin tidigare tjänstgöring i maj 1941 med befattningen Gunner's Mate Third Class.)
- Francis "Frank" Henry Sullivan, 26 (född 18 februari 1916), Coxswain (Frank hade lämnat sin tidigare tjänstgöring i maj 1941 som Seaman First Class.)
- Joseph "Joe"  Eugene Sullivan, 24 (född 28 augusti 1918), Seaman Second Class
- Madison "Matt" Abel Sullivan, 23 (född 8 november 1919), Seaman Second Class
- Albert "Al" Leo Sullivan, 20 (född 8 juli 1922), Seaman Second Class

## Historia
Bröderna Sullivan tog värvning den 3 januari 1942 med villkoret att de skulle tjänstgöra tillsammans. Amerikanska flottan hade som policy att dela upp syskon på olika enheter, något som inte upprätthölls strikt. George och Frank hade tjänstgjort i flottan tidigare men inte deras bröder. Alla fem placerades ombord den lätta kryssaren USS Juneau (CL-52).
Juneau deltog i flera sjöslag under den månadslånga Guadalcanalkampanjen i början av augusti 1942. Tidigt på morgonen den 13 november 1942 under sjöslaget vid Guadalcanal träffades Juneau av en japansk torped och tvingades dra sig tillbaka. Senare samma dag, när fartyget lämnade Salomonöarna för att ta sig till den allierade basen vid Espiritu Santo med andra oskadda amerikanska örlogsfartyg från slaget, träffades Juneau av ännu en torped från den japanska ubåten I-26. Torpeden hade troligtvis träffat den svagt bepansrade kryssaren i eller i närheten av ammunitionsförrådet som exploderade och fartyget sjönk snabbt.
Kapten Gilbert Hoover, skeppare ombord den amerikanska kryssaren USS Helena (CL-50) och befälhavare för den amerikanska specialstyrkan, tvivlade på att någon skulle ha kunnat överleva sänkningen av Juneau och befarade att hans fartyg skulle vara farligt nära de japanska ubåtarna ifall styrkan skulle göra ett försök att hitta överlevande. Följaktligen beordrade han sina fartyg att hålla kursen mot Espiritu Santo. Helena meddelade en närbelägen patrullerande B-17 Flying Fortress att skicka ett meddelande till det allierade högkvarteret, som skulle skicka flygplan eller fartyg för att leta efter överlevande.
Ungefär 100 av Juneaus besättning hade överlevt och hade hamnat i havet. På grund av att man inte ville bryta radiotystnaden skickade besättningen ombord på bombplanet aldrig vidare meddelandet till högkvarterat förrän det hade landat flera timmar senare. Besättningens rapport om platsen för möjliga överlevande hade blandats ihop med andra rapporter och beaktades inte på flera dagar. Det var först några dagar senare som högkvarterets stab insåg att en räddningsaktion aldrig hade vidtagits och det skickades då ut flyg för börja leta i området. Under tiden hade Juneaus överlevande, många av dem svårt skadade, utsatts för hunger, törst och upprepade hajangrepp.
Åtta dagar efter förlisningen hittades tio överlevande av flyg och räddades. De överlevande rapporterade att Frank, Joe och Matt hade omkommit omedelbart, Al drunknade dagen efter medan George hade överlevt fyra eller fem dagar.
Av säkerhetsskäl rapporterade aldrig flottan om förlusten av USS Juneau eller andra fartyg för att inte tillhandahålla information åt fienden. Brev hem från bröderna Sullivan upphörde dock att anlända och föräldrarna började oroa sig. Brödernas föräldrar blev varse om deras död den 13 januari 1943. Den morgonen hade pojkarnas far Thomas förberett sig för att bege sig till sitt arbete när tre män i uniform, en örlogskapten, en läkare och en underofficer, hade kommit fram till hans ytterdörr. "Jag har lite nyheter om dina pojkar," sa sjöofficeren. "Vilka av dem?" frågade Thomas. "Jag beklagar," svarade officeren. "Alla fem."
Bröderna lämnade efter sig systern Genevieve. Albert lämnade efter sig sin fru och son. Pojkarna kom att kallas “The Fighting Sullivan Brothers” och blev nationalhjältar. President Franklin D. Roosevelt sände ett kondoleansbrev till föräldrarna Thomas och Alleta. Påven Pius XII skickade en religiös silvermedalj och tillhörande radband tillsammans med sitt kondoleansbrev. Delstatssenaten i Iowa antog en formell resolution till heder åt bröderna Sullivan.
Thomas och Alleta Sullivan gjorde framträdanden och talade vid krigsfabriker och örlogsvarv runt om i USA. Senare deltog Alleta även i sjösättningen av jagaren USS The Sullivans som döptes efter hennes söner.

## Eftermäle
- Som ett direkt resultat av brödernas död antog USA:s krigsdepartement Sole Survivor Policy. Den beskriver i ett antal reglementen i USA:s militär att man ska skydda familjemedlemmar från värvning eller krigstjänstgöring om familjen redan har förlorat någon inom det militära.

- En museiflygel har byggts som minne över brödernas tjänstgöring i andra världskriget. Museet är beläget i de centrala delarna av deras hemstad Waterloo, Iowa. Invigningen skedde den 15 november 2008. Den 11,5 miljoner dollar dyra anläggningen siktar bland annat på att bevara historien om krigsveteraner i Iowa.[4]

- Amerikanska flottan har döpt två jagare till The Sullivans som minne över bröderna: USS The Sullivans (DD-537) och USS The Sullivans (DDG-68). Dessa var de första amerikanska örlogsfartygen någonsin att få namn efter mer än en person. Devisen för båda fartygen var samma som det mottot som bröderna hade: "We stick together."

- Al Sullivans son, James, tjänstgjorde på den första USS The Sullivans. Hans farmor döpte fartyget. Den andra USS The Sullivans döptes av Als barnbarn Kelly Ann Sullivan Loughren.

- Thomas och Alleta Sullivan reste landet runt och samlade in krigsobligationer med budskapet att deras söner inte hade dött förgäves. Sorgen tyngde dock ner Thomas som dog 1965.[5]

- Genevieve, deras enda syster, tjänstgjorde i WAVES. Hon var flickvän till Bill Ball, vars död vid Pearl Harbor drev bröderna att ta värvning i flottan för att i hans namn hämnas.

- Brödernas berättelse filmatiserades som The Sullivans (1944) (senare omdöpt The Fighting Sullivans) och inspirerade, i alla fall delvis, filmen Rädda menige Ryan (1998).[6]

- Brödernas hemstad Waterloo, Iowa har ett konventcenter med namnet "The Five Sullivan Brothers Convention Center",[7] och staden har också en gata och en park döpta till deras heder. Parken är belägen vid deras barndomshem.

- Bröderna Sullivan var inte det enda syskonparet på det förolyckade örlogsfartyget. Det fanns minst 30 andra par, däribland de fyra bröderna Rogers från New Haven, Connecticut. Före den svåra och farliga operationen hade två av bröderna Rogers förflyttas till andra befattningar.

- Bröderna Sullivan har en amerikansk lågstadieskola döpta efter sig i Yokosuka, Japan.